# Ulvhild
Ulvhild lub Ulfhilda (duń. Ulvhild lub Ulfhild) (ur. ok. 1095, zm. 1148) – królowa Danii i Szwecji, córka wodza norweskiego Håkona Finnsona z rodu Thjotta.
Najpierw była żoną króla Szwecji Inge II Młodszego. Po jego śmierci (ok. 1125) wyszła za mąż za króla Danii Nielsa (ok. 1130). Wkrótce jednak opuściła męża, aby poślubić króla Szwecji Swerkera I Starszego. Z tego ostatniego małżeństwa doczekała się syna Karola, późniejszego króla Szwecji. Ulvhild zmarła około 1148 r. i prawdopodobnie została pochowana w szwedzkim klasztorze cysterskim w Alvastrze, który założyła wspólnie ze swoim trzecim mężem. Ze związku ze Swerkerem I doczekała się następującego potomstwa:
- Karol
- Jan
- Ingegerda (+1204)
- Helena Sverkersdotter[potrzebny przypis], żona króla Danii Kanuta
- Sune (?)[1].